# Liste der Kapellen, Bildstöcke und Marterl in Munderfing
Die Liste der Kapellen, Bildstöcke und Marterl in Munderfing enthält die Kapellen, Bildstöcke und Marterl der Gemeinde Munderfing (Bezirk Braunau am Inn, Oberösterreich).

## Legende
Die Tabelle enthält im Einzelnen folgende Informationen:
- Foto: Fotografie des Objekts. Klicken des Fotos erzeugt eine vergrößerte Ansicht.
- Objekt: Name des Objekts.
- Typ: Klassifizierung des Objekttyps[1]
- Ortschaft: Ortschaft, in der sich das Objekt befindet.
- Standort: Es ist die Adresse angegeben. Bei freistehenden Objekten ohne Adresse (zum Beispiel bei Bildstöcken) ist die Adresse angegeben, die in der Nähe des Objekts liegt. Durch Aufruf des Links Standort wird die Lage des Denkmals in verschiedenen Kartenprojekten angezeigt.
- Beschreibung: Kurze Angaben zum Objekt.

Die Tabelle ist alphabetisch nach dem Standort des Denkmals sortiert.

## Kapellen, Bildstöcke und Marterl
| Foto | Objekt                   | Typ               | Ortschaft      | Standort                            | Beschreibung |
| ---- | ------------------------ | ----------------- | -------------- | ----------------------------------- | --- |
|      | Feldbacherkapelle        | Kapelle           | Achenlohe      | Achenlohe 6 Standort                | Im Mai läutet die Glocke der Kapelle zur Maiandacht. |
|      | Simmelbauerkapelle       | Kapelle (?)       | Achenlohe      | Achenlohe 6 Standort                | Errichtet 1888 und 1977 etwas abseits der Straße neu erbaut. Die Glocke läutet am Pfingstsamstag zur Abendandacht. |
|      | Dreifaltigkeitsbild      | Bildbaum          | Achenlohe      |                                     | Dreifaltigkeitsbild an einer Eiche, das früher ein Marterl schmückte |
|      | Jakobstaferl             | Marterl           | Achtal         | Standort                            | Auch Nazingtaferl. Erinnert an den 1828 „vom Schlag getroffenen“ Forstnecht Ignaz Jakob. |
|      | Siebenschläferkapelle    | Kapelle           | Althöllersberg | nördlich Althöllersberg 54 Standort | Hier befand sich vermutlich die Kirche zum Heiligen Kreuz, 1977 restauriert. |
|      | Andrachtsschrein         | Marterl           | Bradirn        | Bradirn 10 Standort                 | Im Andachtsschrein des Hauses Bradirn 10 befinden sich zwei Ölbilder aus der 1790 abgebrochenen Heiligenkreuzkirche Höllersberg. Sie zeigen einen Christuskopf sowie Maria mit dem Jesukind.                           |
|      | Schobertaferl            | Marterl           | Bradirn        | Bradirn 10 Standort                 | Das Marterl am Spreitzenberger Höhenweg erinnert an den 1919 „vom Schlag getroffenen“ Holzknecht Schober. |
|      | Daxertaferl              | Marterl           | Bradirn        | Standort                            | Das Marterl an der Kreuzung Teuftaler Straße / Bradirner Straße erinnert an den 1893 verunglückten Holzzieher Peter Daxer.                                                                                             |
|      | Kugelbergtaferl          | Marterl           | Bradirn        |                                     | An der Teufeltaler Straße erinnert das Marterl an dem mit einem Fuhrwerk verunglückten Herrn Kugelberger. |
|      | Hofmannstaferl           | Marterl           | Bradirn        |                                     | Das Hofmannstaferl in Kohlmandl erinnert an der Revierförster Georg Hofmeyer, der 1771 von einem Wilderer erschossen worden war.                                                                                       |
|      | Fuchstafel               | Marterl           | Bradirn        |                                     | Beim Fuchstaferl südöstlich der Teufeltaler Hütte starb 1935 der Holzknecht Josef Fuchs |
|      | Kapelle Hirschlag        | Kapelle           | Hirschlag      | Hirschlag 3 Standort                | Die Kapelle wurde 1923 erbaut, 2001 renoviert und 2002 neu geweiht. |
|      | s' Taferl                | Marterl           | Katztal        |                                     | An der Katztaler Straße bei der Abzweigung zur Großen Tanne. |
|      | Leotaferl                | Marterl           | Katztal        |                                     | Vor dem Ersten Weltkrieg zu Ehren von Papst Leo XIII. errichtet. |
|      | Wolfgangtafel            | Marterl (?)       | Katztal        |                                     | Am Friedburger Steig südöstlich der Teufeltaler Hütte gelegen, zeigt das Marterl den heiligen Wolfgang beim Bau einer Kapelle.                                                                                         |
|      | Weißer Stein             | Marterl (?)       | Katztal        |                                     | |
|      | Hoffmannkapelle          | Kapelle           | Katztal        |                                     | Die Hoffmannkapelle wurde 1960 von Therese Hoffmann errichtet. Sie beherbergt seit 1997 die Urne von Gottfried Knauseder.                                                                                              |
|      | Hattinger-Pestkapelle    | Breitpfeiler      | Kolming        | Standort                            | Der Breitpfeiler mit Außengemälde von Michele d'Ambra wurde gemäß der Überlieferung nach dem Erlöschen der Pest 1647 bis 1950 errichtet.                                                                               |
|      | Pestkreuz                | Pestkreuz         | Lichteneck     | Standort                            | Das Pestkreuz, ein schlichtes Holzkreuz mit Verdachung wurde 1933 als Erinnerung an den Pestfriedhof (1712 bis 1714 belegt) am Waldrand zwischen Lichteneck und Parz vom Heimatverein errichtet.                       |
|      | Pestkapelle              | Kapelle           | Lichteneck     | nordwestlich Lichteneck 2 Standort  | Die Pestkapelle an der Bundesstraße wurde 1977 durch einen Unfall schwer beschädigt und danach abgerissen. An derselben Stelle wurde zwischen 1976 und 1977 von der Lichtenecker Bevölkerung eine neue Kapelle erbaut. |
|      | Hofbauerkapelle          | Breitpfeiler      | Munderfing     | gegenüber Schulstraße 10 Standort   | Die Hofbauerkapelle steht unter einer Linde und dient als Evangelienaltar bei der Fronleichnamsprozession. |
|      | Fuhrmannbinderkapelle    | Kapelle           | Munderfing     |                                     | 1966 als Ersatz für die alte Fuhrmannbinderkapelle errichtet. Sie dient als Evangelienaltar bei der Fronleichnamsprozession.                                                                                           |
|      | Kerscherkapelle          | Kapelle (?)       | Munderfing     | westlich Römerstraße 1 Standort     | |
|      | Madonnen-Bildstock       | Breitpfeiler (?)  | Munderfing     |                                     | 1970 an der Stelle eines alten Marterls errichtet. Das Marterl erinnerte an eine 1810 von einem Wolf zerrissene Näherin.                                                                                               |
|      | Pestkreuz                | Pestkreuz         | Munderfing     | Jegingerstraße Standort             | Am Fuß des Haidberg an der Jeginger Straße in Erinnerung an die Pest-Epidemie zwischen 1712 und 1714 errichtet. |
|      | Jägertaferl              | Marterl           | Parz           | Forststraße Parzertal Standort      | Rund 1 Kilometer von Parz entfernt steht im Parzer Tal das Jägertaferl. Es erinnert an einen von einem Wilderer erschossenen Jäger.                                                                                    |
|      | Stockhammerkapelle       | Kapelle           | Pfaffing       | bei Pfaffing 4 Standort             | Die alte Kapelle, auch Klampferer Kapelle genannt, wurde abgebrochen und 2001 durch eine neue ersetzt. |
|      | Stockhammer-Marterl      | Marterl           | Pfaffing       | bei Pfaffing 4 Standort             | Zur Erinnerung an Anton Stockhammer, Bauer am Klampferergut, der 1832 bei einer Schießübung seines Knechtes durch die Stalltür erschossen worden war.                                                                  |
|      | Taferlbuche              | Bildbaum          | Pfaffing       |                                     | Marienbild mit Kind an einer Zwillingsrotbuche. |
|      | Brandhuberkapelle        | Kapellenbildstock | Rödt           | bei Rödt 9 Standort                 | Die Brandhuberkapelle steht an der Einfahrt nach Rödt unter einer Linde. |
|      | Kapelle Stocker          | Kapelle           | Stocker        | bei Stocker 1 Standort              | Die Kapelle am Stockingerhof wurde 1921 von den Hofbesitzern mit Mariengrotte errichtet. |
|      | Wetterkreuz              | Wetterkreuz       | Stocker        | bei Stocker 1 Standort              | Das zuletzt 2003 renovierte Wetterkreuz befindet sich vor der Kapelle am Stockingerhof. |
|      | Marterl Stocker          | Stangenbild       | Stocker        | Lochener Straße Standort            | Marterl mit Marienbildnis an der Abzweigung der Lochener Straße nach Stocker. |
|      | Steinerkreuz             | Marterl           | Stocker        | westlich Lochener Straße Standort   | Das Steinerkreuz an der Abzweigung der Lochener Straße nach Stocker erinnert an den 1977 verunfallten Gemeindetierarzt Josef Steiner.                                                                                  |
|      | Marterl Unterweißau      | Marterl           | Unterweißau    |                                     | Das Marterl mit Marienbild befindet sich vor dem Haulgut. |
|      | Wegkreuz Weißauer Straße | Wegkreuz          | Valtinhaft     |                                     | Das Wegkreuz befindet sich an der Abzweigung der Weißauer Straße nach Valentinhaft. |
|      | Wetterkreuz Valtinhaft   | Wetterkreuz       | Valtinhaft     | Standort                            | Das Wetterkreuz wurde 1979 anlässlich eines Erntedankumzugs aufgestellt. Hier findet am Montag der Kreuzwoche alljährlich eine Bittprozessionstatt.                                                                    |
|      | Wegkreuz Ötz             | Marterl           | Valtinhaft     |                                     | An der Gemeindegrenze zu Lochen steht das Wegkreuz mit Gedenktaferl, das an den plötzlichen Tod des Roiderbauers im Jahr 1913 erinnert.                                                                                |